# Eugen Ray
Eugen Ray (República Democrática Alemana, 26 de julio de 1957-Leipzig, 18 de enero de 1986) fue un atleta alemán especializado en la prueba de 100 m, en la que consiguió ser subcampeón europeo en 1978.

## Carrera deportiva
En el Campeonato Europeo de Atletismo de 1978 ganó la medalla de plata en los 100 metros lisos, con un tiempo de 10.36 segundos, llegando a meta tras el italiano Pietro Mennea (oro con 10.27 s) y por delante del soviético Vladimir Ignatenko (bronce con 10.37 segundos).